# Gisèle Donguet
Gisèle Donguet Nganga, née le 9 mars 1980 à Ngoko, est une handballeuse internationale congolaise, qui évolue au poste d'arrière gauche.

## Biographie
Gisèle Donguet commence le handball avec l'Avenir du Rail, son premier club de quartier à Brazzaville. À tout juste vingt ans, elle quitte son Congo natal pour venir jouer en France, tout d'abord au Nantes Loire Atlantique HB en Nationale 1 et Nationale 2,. Elle joue ensuite en D1 au Toulon Var Handball pendant une saison puis au Cercle Dijon Bourgogne avec lequel elle atteint notamment la finale de la Coupe Challenge (C4) en 2005. C'est finalement avec HBC Nîmes qu'elle remportera cette même compétition en 2009.
En 2010, elle rejoint le Chambray Touraine Handball qui vient d'être promu en D2. Après quatre saisons, elle signe à Blanzat où elle met un terme à sa carrière en 2016.
Internationale congolaise à partir de 1998, elle participe à deux championnats du monde en 1999 et 2007 et plusieurs Championnats d'Afrique des nations avec pour point d'orgue l'édition 2006 où Donguet remporte la médaille de bronze et est distinguée meilleure joueuse et meilleure arrière gauche de la compétition.

## Palmarès

### En club
compétitions internationales
- Coupe Challenge (C4)
  - Vainqueur en 2009
  - finaliste en 2005

compétitions nationales
- finaliste de la Coupe de France en 2007 avec Dijon
- finaliste de la Coupe de la Ligue en 2007 avec Dijon et 2010 avec Nîmes
- troisième du Championnat de France en 2009

### En sélection
Championnats du monde
- 22e place au Championnat du monde 1999[5]
- 17e place au Championnat du monde 2007[6]

Championnats d'Afrique des nations
- Médaille de bronze au Championnat d'Afrique des nations 2006
- 5e place au Championnat d'Afrique des nations 2010

### Distinctions individuelles
- Élue meilleure joueuse et meilleure arrière gauche du Championnat d'Afrique des nations 2006
- deuxième meilleure arrière gauche du Championnat de France 2005-2006